# Kosztolányi Dezső Tehetséggondozó Gimnázium
A tehetséggondozó gimnázium Szabadka belvárosában található, magyar tannyevű intézmény. Működését 2003-ban kezdte meg.

## Alapítás
A Magyar Nemzeti Tanács (Vajdaság) 2002-ben tárgyalt a tehetséggondozó gimnázium megnyitásáról. Ezután Szabadka Önkormányzatával elkészítették az iskolaalapítási tervezetet. A folyamat lezárásaként a tartományi képviselőház 2003. április 22-én hagyta jóvá az alapítási kérelmet.
2003 szeptemberében Vajdaságban két magyar nyelvű gimnázium nyílt. Szabadkán a Kosztolányi Dezső Nyelvi Gimnázium és Zentán a Bolyai Tehetséggondozó Gimnázium.

## Küldetés
A fő küldetés, amiért az iskolák megalakultak, hogy színvonalas oktatást biztosítsanak az itt élő magyar fiatalok számára, hogy innen továbblépve, az eredményeiknek, megszerzett tudásuknak köszönve bejuthassanak azon felsőoktatási intézményekbe, amelyek megfelelnek elképzeléseiknek, igényeiknek, és alapjává vállnak jövőbeli egzisztenciájuknak.

## Oktatási és nevelési elvek és módszerek
Az oktatási módszerek a tehetséggondozó gimnáziumok mintáját követik.

## Tagozatok

### Nyelvi tagozatok
Angol és német tagozatra egyaránt 24-24 diák iratkozhat, miután lerakták a felvételi vizsgát. Az első idegen nyelvet a tanulók heti 5 órában, a másodikat pedig heti 3 órában tanulják. Nyelvi laborokban, 12 fős csoportokban folyik az oktatás. Második osztálytól választható még egy idegen nyelv, heti két órában, ez a francia vagy a spanyol.

### Sporttagozat
2007. szeptember 1-től a Kosztolányi Dezső Tehetséggondozó Gimnázium keretein belül sporttagozat nyílt magyar nyelven. Ez ma már általános tagozat. Vajdaságban még egy ilyen gimnázium működik, szerb nyelven.

## Egyéb
A Kosztolányi Dezső Tehetséggondozó Gimnázium 2007-ben nemzeti jelentőségű intézmény lett.